# Tokad
Tokad – turecki torpedowiec z początku XX wieku, jedna z siedmiu zbudowanych we Włoszech jednostek typu Antalya. Okręt został zwodowany w 1904 roku w stoczni Ansaldo w Genui, a w skład marynarki Imperium Osmańskiego wszedł w grudniu 1906 roku. Torpedowiec wziął udział w wojnie włosko-tureckiej, podczas której został 29 września 1911 roku wyrzucony na brzeg po starciu z włoskimi niszczycielami, a następnie samozatopiony w porcie Preweza 5 listopada tego roku. Po zajęciu miasta przez Greków podczas I wojny bałkańskiej okręt podniesiono i w 1913 roku wcielono do Wasilikon Naftikon pod nazwą „Tatoi”. Jednostka została wycofana ze służby w 1916 roku.

## Projekt i budowa
Siedem torpedowców typu Antalya zostało zamówionych przez Turcję we Włoszech w 1904 roku. Jednostki były niemal identyczne jak okręty typu Akhisar, różniąc się siłownią o większej mocy.
„Tokad” zbudowany został w stoczni Ansaldo w Genui (numer stoczniowy 137). Stępkę okrętu położono w kwietniu 1904 roku i w tym samym roku został zwodowany . W 1905 roku przeprowadzono próby morskie, a 29 listopada 1906 roku torpedowiec został odebrany przez zamawiającego w Genui.

## Dane taktyczno-techniczne
Okręt był torpedowcem z kadłubem wykonanym ze stali, podzielonym na dziewięć przedziałów wodoszczelnych. Długość całkowita wynosiła 51 metrów (50,5 metra między pionami) szerokość 5,7 metra i zanurzenie 1,4 metra. Wyporność normalna wynosiła 165 ton. Jednostka napędzana była przez dwie pionowe, trzycylindrowe maszyny parowe potrójnego rozprężania Ansaldo o łącznej mocy 2700 KM, do których parę dostarczały dwa kotły wodnorurkowe (także produkcji Ansaldo) . Prędkość maksymalna napędzanego dwoma śrubami okrętu wynosiła 26 węzłów. Okręt zabierał zapas 60 ton węgla .
Na uzbrojenie artyleryjskie jednostki składały się dwa pojedyncze działka kalibru 37 mm Hotchkiss QF L/20 z zapasem 250 nabojów . Broń torpedową stanowiły zamontowane na pokładzie (z przodu i tyłu sterówki dwie pojedyncze obracalne wyrzutnie kal. 450 mm, z łącznym zapasem czterech torped .
Załoga okrętu składała się z 4 oficerów i 26 podoficerów i marynarzy .

## Służba
„Tokad” został przyjęty w skład marynarki wojennej Imperium Osmańskiego w grudniu 1906 roku w Stambule . 29 września 1911 roku, podczas wojny włosko-tureckiej, płynące do Singin torpedowce „Tokad” i „Antalya” zostały nieopodal Korfu zaatakowane przez włoskie niszczyciele „Artigliere”, „Corazziere”, „Alpino”, „Fuciliere” i „Zeffiro”. Tureckie okręty rozdzieliły się i próbowały ucieczki, która w przypadku „Tokada” nie zakończyła się powodzeniem – ścigające do trzy niszczyciele trafiły torpedowiec 15 pociskami, powodując pożary i zmuszając okręt do wyrzucenia na brzeg w pobliżu bazy w Preweza (na pokładzie torpedowca śmierć poniosło osiem lub dziewięć osób). Na początku listopada wrak „Tokada” przeholowano do Preweza, jednak już 5 listopada jednostka została samozatopiona w porcie.
Po zajęciu 31 października 1912 roku Prewezy przez Greków podczas I wojny bałkańskiej, 29 listopada okręt został podniesiony. W 1913 roku jednostkę wcielono do Wasilikon Naftikon pod nazwą „Tatoi” (gr. „Τατόι”) . Uzbrojenie artyleryjskie pozostawiono bez zmian, zdemontowano natomiast jedną wyrzutnię torpedową . Okręt został wycofany ze służby w 1916 roku .